# Buffy contre les vampires, Saison onze
Buffy contre les vampires, Saison onze, est une série de comic books éditée par Dark Horse Comics. Elle est formée par trois séries distinctes : Buffy, Angel et Giles, les deux premières constituées de douze numéros chacune et la dernière de quatre numéros. 

## Équipe artistique
Joss Whedon, créateur de la série, a coécrit cette saison avec Christos Gage, Corinna Becko et Erika Alexandra. Les dessins sont de Georges Jeanty, Rebekah Isaacs, Megan Levens, Geraldo Borges, Ze Carlos et Jon Lam.

## Parution américaine

### Buffy
1. Part I: The Spread of Their Evil : 23 novembre 2016
2. Part II: In Time of Crisis : 21 décembre 2016
3. Part III: A House Divided : 25 janvier 2017
4. Part IV: Desperate Times : 15 février 2017
5. Part V: Desperate Measures : 22 mars 2017
6. Part VI: Back to the Wall : 19 avril 2017
7. Part VII: Disempowered : 24 mai 2017
8. Part VIII: Ordinary People : 21 juin 2017
9. Part IX: The Great Escape : 19 juillet 2017
10. Part X: Crimes Against Nature : 30 août 2017
11. Part XI: Revelations : 27 septembre 2017
12. Part XII: One Girl In All The World : 25 octobre 2017

### Angel
1. Out of the Past - Part I : 18 janvier 2017
2. Out of the Past - Part II : 15 février 2017
3. Out of the Past - Part III : 19 mars 2017
4. Out of the Past - Part IV : 19 avril 2017
5. Time and Tide - Part I : 24 mai 2017
6. Time and Tide - Part II : 21 juin 2017
7. Time and Tide - Part III : 19 juillet 2017
8. Time and Tide - Part IV : 30 août 2017
9. Dark Reflections - Part I : 27 septembre 2017
10. Dark Reflections - Part II : 25 octobre 2017
11. Dark Reflections - Part III : 22 novembre 2017
12. Dark Reflections - Part IV : 20 décembre 2017

### Giles
1. Girl Blue, Part I : 28 février 2018
2. Girl Blue, Part II : 28 mars 2018
3. Girl Blue, Part III : 25 avril 2018
4. Girl Blue, Part IV : 23 mai 2018